# 澳門綜藝頻道
澳門綜藝（葡萄牙語：TDM Entretenimento）是澳門廣播電視股份有限公司的電視頻道，2019年10月1日開播，前身為澳視高清。

## 澳視高清
澳視高清台（簡稱澳視高清）是澳門廣播電視股份有限公司的高清頻道，2008年7月15日起開播，开播初期，此頻道的大部份節目和澳視澳門台和澳視體育台同步播出；后期节目安排逐漸独立。開播初期，其播放質量甚差，更有人指其放映質素差於播放VCD。2010年5月，画质有所改善。2016年后澳視高清的畫質质量已經可以媲美其他地區的高清頻道。
在澳視體育播出期間，澳視高清則同步會該頻道節目（2016年澳廣視全台高清廣播後開始不再同步）。
有時涉及版權問題，在其他網絡電視上的網絡直播通常是動態圖片畫面遮蓋或關閉直播狀態。

## 歷史與發展
2008年开播初期，此频道是以16:9比例傳輸，視頻編碼采用MPEG-2格式，分辨率為1920x1080 50i高清廣播。台標不同于當時澳广视其他频道的上下式，而是左右式，同時亦與今天的澳視澳門一樣，時間日期等訊息長期顯示，時間日期下有一條橫向覆蓋畫面的背景欄。而當時的畫面比例并不固定，有時4:3伸拉至滿屏，有時又16:9原生全屏混用。而且節目大多數同步當時的澳視中文台，所以導致其質素遠遠不如香港兩間電視台的高清台。
在2010年，澳視高清的編排有所變化，開始同步澳視體育的節目（具體時間未知）。而頻道畫面的佈局也有所變化。背景欄橫向覆蓋畫面並墊著時間日期的一條欄消失，台標也和澳廣視的其他頻道同步，位置亦有變化。而由於澳廣視的技術問題，所以有很多的節目都是4:3以信箱格式（左右黑邊）播出，也有很多節目僅是標清畫質播映，所以更有人指其放映質素差於播放VCD，在2013年后這個問題才有顯著改善。
2011年，澳視高清的台標位置和香港地面老四台一樣將台標和資訊欄等一并放入4:3安全邊距範圍内，原因估計是因爲當時澳視高清台使用的是MPEG-2的視頻編碼，標準版接收機（標清機頂盒）也可以收看到此頻道。這樣做可以直接在老式的大牛龜顯像管4:3電視上切邊播出。
2012年4月5日，澳廣視新聞節目开始高清播出。但是其和中央電視台复兴路办公中心一樣，演播室16:9高清，而其餘時段是4:3標清，這個問題在2014年后才被解決。
2013年（或2014年，具體時間不明）澳視高清台的台標再次脫離4:3安全邊距，原因估計是因為兼顧4:3安全邊距導致可用畫面比較窄小，而且澳門大多數居民都已經更換16:9的新型電視，就沒有必要再需要兼顧4:3安全區。同時其質素也比2009年的提升很多，4:3節目變得更少，而且自製節目大多都升格為高清製作。
2016年7月澳廣視更新編碼格式，由原本的MPEG-2編碼改為H.264，畫質得到進一步提升。而在8月，澳視高清再次微調台標位置，改為和澳視體育台一樣貼在掃描安全邊距上。
2017年3月25日，澳視高清获中国中央电视台授权，开始錄播CCTV-3部分綜藝節目。
2018年农历丁酉十二月三十除夕，《中国中央电视台春节联欢晚会（现中央广播电视总台春节联欢晚会）》（录制中国中央电视台中文国际频道亚洲高清版画面、转播中国中央电视台中文国际频道亚洲高清版版本）。
澳视高清于2019年10月1日更名为澳門綜藝。節目主要包括娛樂、紀錄片、戲劇和電影，並提供多種語言內容，例如粵語、普通話、英語、日語、韓語、泰語、印尼語和菲律賓語。
2025年5月12日，每日10:00至16:00節目與澳視澳門同步，休台時間調整至00:00，如直播體育賽事如足球比賽會延長播放時間。

## 播放時間
本頻道每日播放時間為 10:00 - 翌日00:00。如00:00後有大型體育賽事或特別節目直播，收播時間將會延後至節目結束後收播。10:00至16:00時段的節目與《澳視澳門》同步。

## 全澳數字電視訊號發射頻道及頻率
| 發射站   | 頻段 | 頻道            | 頻道編號 | 功率 |
| -------- | ---- | --------------- | -------- | ---- |
| 東望洋山 | UHF  | 第48頻道 690MHz | 95       | 20W  |

## 與其他台的聯繫
- 转播节目
  - 《中央廣播電視總台春節聯歡晚會》 （每逢農曆除夕，2017年或之前由澳視澳門台轉播，2018年起改由澳視高清台全程轉播）
  - 《中央廣播電視總台六一晚會》

## 節目調動
- 2017年11月16日至11月19日，由於直播《太陽城集團第六十四屆澳門格蘭披治大賽車》，澳視高清台暫停播出《澳門早晨精華錄》、《TDM新視點》及《午間新聞》。

## 外部連結
- 澳門廣播電視股份有限公司相關網站 - 澳視高清台